# Кшивоплоти (Малопольське воєводство)
Кшивоплоти (пол. Krzywopłoty) — село в Польщі, у гміні Ключе Олькуського повіту Малопольського воєводства.
Населення — 517 осіб (2011).
У 1975-1998 роках село належало до Катовицького воєводства.

## Демографія
Демографічна структура станом на 31 березня 2011 року:
|          | Загалом | Допрацездатний вік | Працездатний вік | Постпрацездатний вік |
| -------- | ------- | ------------------ | ---------------- | -------------------- |
| Чоловіки | 249     | 40                 | 171              | 38                   |
| Жінки    | 268     | 46                 | 163              | 59                   |
| Разом    | 517     | 86                 | 334              | 97                   |